# Coleophora anitella
Coleophora anitella é uma espécie de mariposa do gênero Coleophora pertencente à família Coleophoridae.